# Júlia Karosi

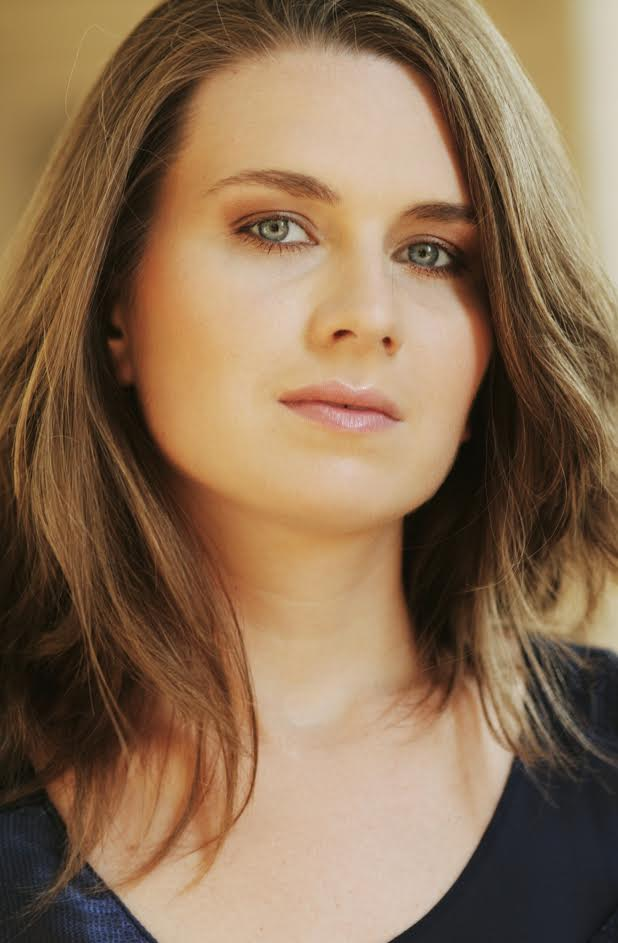
Júlia Karosi (2011)

Júlia Karosi (* 13. September 1982) ist eine ungarische Jazzsängerin und -komponistin.

## Leben und Wirken
Karosis Mutter ist die Opernsängerin Júlia Pászthy; ihr Bruder ist der Konzertorganist Bálint Karosi. Mit sechs Jahren begann sie an der György-Solti-Musikschule in Budapest Unterricht zu nehmen, zwölf Jahre lang klassisches Klavier und fünf Jahre Geige. Während ihrer Schulzeit sang sie im Mädchenchor Angelica, mit dem sie an ausländischen Wettbewerben und Tourneen teilnahm. Nach dem Abitur studierte sie an der Philosophischen Fakultät der Eötvös-Loránd-Universität in Budapest mit Schwerpunkt Ästhetik und Philosophie und erhielt 2006 zwei Master-Abschlüsse. Dann bereitete sie sich bei Gábor Winand auf ein Jazzstudium vor. 2008 wurde sie in die Jazz-Abteilung der Franz-Liszt-Musikakademie aufgenommen. 2010 absolvierte sie als einer der fünf besten Studenten des von der Musikakademie ins Leben gerufenen Talententwicklungswettbewerbs. Sie hat Preise und Anerkennungen bei internationalen Wettbewerben in Polen und Frankreich gewonnen, und 2011 verlieh ihr der ungarische Jazzverband den zweiten Preis für ihre Komposition Sketches.
Karosi leitet seit 2010 eine eigene Band. Ihr Debütalbum wurde 2012 vom japanischen Label Whereabouts Records veröffentlicht, ein zweites Album 2014 bei Dot Time Records in New York. Im selben Jahr trat sie bei Jazzahead auf. 2016 kehrte sie nach der Geburt ihres Sohnes mit anderem Material auf die Bühne zurück, einer Gershwin-Revue, die von Márton Fenyvesi mit einer Streichersektion orchestriert und unter dem Titel Love Is Here to Stay 2018 als Eigenproduktion zugänglich wurde.
2018 gewann die Sängerin ein Stipendium mit ihren Transkriptionen von Bartóks Mikrokosmos und Neubearbeitungen von Kodálys Epigram. Diese Werke, die sie 2019 mit dem Gast Ben Monder aufführte, erschienen 2020 auf ihrem Album Without Dimensions.

## Diskographische Hinweise
- Stroller of the City Streets (Whereabout Records, 2012)
- You Stepped Out of a Dream (EP, Whereabouts Records, 2012)
- Hidden Roots (Dot Time Records, 2014, mit Áron Tálas, Ádám Bögöthy, Bendegúz Varga sowie Tobias Meinhart, Linda Kovács)
- Love Is Here to Stay. Gershwin Live at the Liszt Academy (2018)
- Without Dimensions (Double Moon Records, 2020, mit Ben Monder, Áron Tálas, Ádám Bögöthy, Bendegúz Varga)[2]